# CB Gran Canaria
Club Baloncesto Gran Canaria is een professionele basketbalclub uit Las Palmas. Ze spelen in de Asociación de Clubs de Baloncesto (ACB).

## Geschiedenis
In 1963 werd CB Gran Canaria opgericht als Colegio Claret. In 1985 veranderde de naam in Claret Las Palmas. In 1988 kreeg de club haar huidige naam. In 2016 stond de club in de finale om de Copa del Rey de Baloncesto. Ze verloren de finale van Real Madrid met 81-85. In 2016 wonnen ze de Spaanse Super Cup. Ze wonnen van FC Barcelona met 79-59. In 2017 verloren ze de finale om de Spaanse Super Cup. Ze verloren van Valencia BC met 63-69. In 2015 haalde de club de finale van de EuroCup. Ze verloren die finale van Chimki Oblast Moskou uit Rusland met 130-174 over twee wedstrijden. In 2023 haalde de club weer de finale van de EuroCup. Ze wonnen die finale van Türk Telekom BK uit Turkije met 71-67.

## Erelijst
- Spaanse Super Cup: 2015-16: 1
- EuroCup: 2022-23: 1

## Bekende (oud)-spelers
| - Roberto Íñiguez - Fran Vázquez - Manu Lecomte - Jean-Marc Jaumin - Carl English | - Ryan Richards - - Ilimane Diop - Bryan Bracey - Jim Moran - Omar Cook |

## Teruggetrokken nummers
| CB Gran Canaria teruggetrokken nummers |           |         |           |      |
| Nr.                                    | Speler    | Positie | Carrière  | Jaar |
| 20                                     | Jim Moran | Forward | 2001-2011 | 2013 |

## Sponsornamen
CB Gran Canaria heeft verschillende sponsornamen gehad. Dit zijn de namen met de jaren erachter:
| - Canarias Telecom 1999–2002 - Auna Gran Canaria 2002–2004 - Gran Canaria Grupo Dunas 2006–2007 - Kalise Gran Canaria 2007–2009 - Gran Canaria 2014 2009–2012 - Herbalife Gran Canaria 2012–2021 - Dreamland Gran Canaria 2023–heden |